# Drosophila novamexicana
Drosophila novamexicana är en tvåvingeart som beskrevs av Patterson 1941. Drosophila novamexicana ingår i släktet Drosophila och familjen daggflugor.
Artens utbredningsområde är Arizona, New Mexico, Utah och Colorado.